# Хюсеин Мутков
Хюсеин Сюлейманов Мутков (Стоян) е участник в комунистическото съпротивително движение по време на Втората световна война. Български партизанин от Народна бойна дружина „Чавдар“, Партизански отряд „Христо Кърпачев“ и Габровско-севлиевски партизански отряд.

## Биография
Хюсеин Мутков е роден на 15 декември 1924 г. в с. Горско Сливово, Севлиевско. Като ученик в Летнишката гимназия е приет и е активен член на РМС. За политическата си дейност е изключен и продължава образованието си в Павликенската гимназия.
Участва в комунистическото съпротивително движение по време на Втората световна война. Подпомага партизаните от Ловешко и Севлиевско. За това е изключен от всички училища в Царство България (1943). Преминава в нелегалност и е партизанин в Народна бойна дружина „Чавдар“ от 30 януари 1943 г. Приема партизанско име Стоян. Изпратен е като свръзка на Ловешките партизани в Габровско-севлиевски партизански отряд. При сражение с полицейско подразделение близо до с. Коевци е тежко ранен. Умира от раните си в партизанския лагер на 22 септември 1943 г.